# 1973-as Le Mans-i 24 órás verseny
A 41. Le Mans-i 24 órás versenyt 1973. június 9. és június 10. között rendezték meg.

## Végeredmény
|    | Kategória | #  | Csapat                              | Versenyzők                                             | Modell                  | Motor                | Körök |
| -- | --------- | -- | ----------------------------------- | ------------------------------------------------------ | ----------------------- | -------------------- | ----- |
| 1  | S 3.0     | 11 | Equipe Matra-Simca Shell            | Henri Pescarolo Gerard Larrousse                       | Matra-Simca MS670B      | Matra 3.0L V12       | 355   |
| 2  | S 3.0     | 16 | SpA Ferrari SEFAC                   | Arturo Merzario Carlos Pace                            | Ferrari 312PB           | Ferrari 3.0L Flat-12 | 349   |
| 3  | S 3.0     | 12 | Equipe Matra-Simca Shell            | Jean-Pierre Jaussaud Jean-Pierre Jabouille             | Matra-Simca MS670B      | Matra 3.0L V12       | 331   |
| 4  | S 3.0     | 46 | Martini Racing Team                 | Herbert Müller Gijs van Lennep                         | Porsche 911 Carrera RSR | Porsche 3.0L Flat-6  | 328   |
| 5  | S 3.0     | 3  | Escuderia Montjuich - Tergal        | Bernard Chenevière Juan Fernandez Francisco Torredemer | Porsche 908/3           | Porsche 3.0L Flat-8  | 319   |
| 6  | GT 5.0    | 39 | Automobiles Charles Pozzi           | Claude Ballot-Léna Vic Elford                          | Ferrari 365 GTB/4       | Ferrari 4.4L V12     | 316   |
| 7  | S 3.0     | 4  | Guillermo Ortega - Ecuador Marlboro | Guillermo Ortega Fausto Merello                        | Porsche 908/1           | Porsche 3.0L Flat-8  | 316   |
| 8  | GT 3.0    | 45 | Porsche Kremer Racing Team          | Paul Keller Erwin Kremer Clemens Schickentanz          | Porsche 911 Carrera RSR | Porsche 2.8L Flat-6  | 316   |
| 9  | GT 5.0    | 40 | Automobiles Charles Pozzi           | Alain Serpaggi José Dolhem                             | Ferrari 365 GTB/4       | Ferrari 4.4L V12     | 315   |
| 10 | GT 3.0    | 63 | Gelo Racing Team                    | Georg Loos Jürgen Barth                                | Porsche 911 Carrera RSR | Porsche 2.8L Flat-6  | 311   |
| 11 | T 5.0     | 51 | BMW Motorsport                      | Toine Hezemans Dieter Quester                          | BMW 3.0CSL              | BMW 3.3L I6          | 307   |
| 12 | GT +5.0   | 30 | Greder Racing Team                  | Henri Greder Marie-Claude Charmasson                   | Chevrolet Corvette      | Chevrolet 7.0L V8    | 303   |
| 13 | GT 5.0    | 38 | North American Racing Team          | François Migault Luigi Chinetti Jr.                    | Ferrari 365 GTB/4       | Ferrari 4.4L V12     | 299   |
| 14 | GT 3.0    | 48 | Porsche Sonauto BP Racing           | Peter Gregg Guy Chasseuil                              | Porsche 911 Carrera RSR | Porsche 2.8L Flat-6  | 298   |
| 15 | S 3.0     | 60 | Scuderia Brescia Corse              | Carlo Facetti Sergio Morando Teodoro Zeccoli           | Alfa Romeo Tipo 33TT3   | Alfa Romeo 3.0L V8   | 298   |
| 16 | GT 3.0    | 41 | Schiller Racing Team                | Jean Selz Florian Vetsch                               | Porsche 911 Carrera RSR | Porsche 2.7L Flat-6  | 297   |
| 17 | GT 3.0    | 42 | René Mazzia                         | Pierre Mauroy Marcel Mignot                            | Porsche 911 Carrera RSR | Porsche 2.8L Flat-6  | 290   |
| 18 | GT +5.0   | 69 | J.C. Aubriet / Écurie Léopard       | Jean-Claude Aubriet "Depnic"                           | Chevrolet Corvette      | Chevrolet 7.0L V8    | 282   |
| 19 | S 3.0     | 18 | Claude Laurent                      | Claude Laurent Martial Delalande Jacques Marché        | Ligier JS2              | Maserati 2.9L V6     | 270   |
| 20 | GT 5.0    | 34 | Ecurie Francorchamps                | Jean-Claude Andruet Richard Bond                       | Ferrari 365 GTB/4       | Ferrari 4.4L V12     | 270   |
| 21 | S 3.0     | 52 | André Wicky Racing Team             | André Wicky Max Cohen-Olivar Philippe Carron           | Porsche 908/2           | Porsche 3.0L Flat-8  | 270   |

## Nem ért célba
|    | Kategória | #  | Csapat                           | Versenyzők                                          | Modell                  | Motor                     | Körök |
| -- | --------- | -- | -------------------------------- | --------------------------------------------------- | ----------------------- | ------------------------- | ----- |
| 22 | S 3.0     | 15 | SpA Ferrari SEFAC                | Jacky Ickx Brian Redman                             | Ferrari 312PB           | Ferrari 3.0L Flat-12      | 332   |
| 23 | S 2.0     | 25 | Michel Dupont                    | Michel Dupont Paul Blancpain                        | Chevron B23             | Ford Cosworth FVC 1.8L I4 | 229   |
| 24 | GT 5.0    | 6  | North American Racing Team       | Sam Posey Milt Minter                               | Ferrari 365 GTB/4       | Ferrari 4.4L V12          | 254   |
| 25 | T 3.0     | 55 | Ford Motorwerke                  | Dieter Glemser John Fitzpatrick Hans Heyer          | Ford Capri RS           | Ford 3.0L V6              | 239   |
| 26 | S 3.0     | 7  | Équipe Gitanes Cigarettes France | Jean-Louis Lafosse Reine Wisell Hughes de Fierlandt | Lola T282               | Ford Cosworth DFV 3.0L V8 | 164   |
| 27 | GT 5.0    | 36 | North American Racing Team       | Lucien Guitteny Bob Grossman                        | Ferrari 365 GTB/4       | Ferrari 4.4L V12          | 192   |
| 28 | GT 5.0    | 33 | J.C. Bamford Excavators Ltd.     | Neil Corner Willie Green                            | Ferrari 365 GTB/4       | Ferrari 4.4L V12          | 163   |
| 29 | GT 5.0    | 37 | North American Racing Team       | Luis Di Palma Nestor Garcia Veiga                   | Ferrari 365 GTB/4       | Ferrari 4.4L V12          | 211   |
| 30 | S 3.0     | 8  | Gulf Research Racing             | Derek Bell Howden Ganley                            | Mirage M6               | Ford Cosworth DFV 3.0L V8 | 163   |
| 31 | GT 5.0    | 56 | Shark Racing Team                | Jean-Claude Guérie Cyril Grandet                    | Ferrari 365 GTB/4       | Ferrari 4.4L V12          | 174   |
| 32 | S 3.0     | 19 | Automobiles Ligier               | Jean-Pierre Paoli Alain Couderc                     | Ligier JS2              | Maserati 3.0L V6          | 174   |
| 33 | T 5.0     | 50 | BMW Motorsport                   | Chris Amon Hans Joachim Stuck                       | BMW 3.0CSL              | BMW 3.3L I6               | 160   |
| 34 | T 3.0     | 53 | Ford Motorwerke                  | Jean Vinatier Helmut Koinigg Gerry Birrell          | Ford Capri RS           | Ford 3.0L V6              | 152   |
| 35 | GT 3.0    | 49 | Jean Egreteaud                   | Jean Egreteaud Jean-Claude Lagniez                  | Porsche 911 Carrera RSR | Porsche 2.8L Flat-6       | 139   |
| 36 | S 2.0     | 22 | Raymond Touroul                  | Raymond Touroul Jean-Pierre Rouget                  | Porsche 910             | Porsche 2.0L Flat-6       | 142   |
| 37 | S 3.0     | 5  | Duckhams Oil                     | Alain de Cadenet Chris Craft                        | Duckhams LM (Lola T280) | Ford Cosworth DFV 3.0L V8 | 81    |
| 38 | S 3.0     | 17 | SpA Ferrari SEFAC                | Tim Schenken Carlos Reutemann                       | Ferrari 312P/B          | Ferrari 3.0L Flat-12      | 182   |
| 39 | S 3.0     | 10 | Équipe Matra-Simca Shell         | François Cevert Jean-Pierre Beltoise                | Matra-Simca MS670B      | Matra 3.0L V12            | 157   |
| 40 | S 2.5     | 26 | Sigma Automotive                 | Tetsu Ikuzawa Fusida Hirosi Patrick Dal Bo          | Sigma MC73              | Mazda 12A 2.3L 2-Rotor    | 79    |
| 41 | GT 3.0    | 44 | Porsche Club Romand              | Jean-François Piot Peter Zbinden                    | Porsche 911 Carrera RSR | Porsche 2.8L Flat-6       | 110   |
| 42 | GT 3.0    | 78 | Jean Sage                        | Hervé Bayard René Ligonnet                          | Porsche 911 Carrera RSR | Porsche 2.8L Flat-6       | 95    |
| 43 | GT 3.0    | 43 | Max Moritz Racing Team           | Gerd Quist Manfred Laub Jürgen Zink                 | Porsche 911 Carrera RSR | Porsche 2.8L Flat-6       | 103   |
| 44 | S 3.0     | 9  | Gulf Research Racing             | Mike Hailwood John Watson Vern Schuppan             | Mirage M6               | Ford Cosworth DFV 3.0L V8 | 112   |
| 45 | S 2.0     | 21 | Pierre Maublanc                  | Pierre Maublanc Robert Mieusset                     | Chevron B23             | BMW 2.0L I4               | 90    |
| 46 | S 3.0     | 14 | Equipe Matra-Simca Shell         | Patrick Depailler Bob Wollek                        | Matra-Simca MS670B      | Matra 3.0L V12            | 84    |
| 47 | S 2.0     | 28 | Jacques Henry                    | Jacques Henry Fred Stalder Gernard Grobot           | Lola T292               | Ford Cosworth FVC 1.9L I4 | 84    |
| 48 | S 3.0     | 47 | Martini Racing Team              | Reinhold Joest Claude Haldi                         | Porsche 911 Carrera RSR | Porsche 3.0L Flat-6       | 54    |
| 49 | S 2.0     | 27 | Escuderia Montjuich              | José Juncadella Jorge de Bagration                  | Chevron B23             | Ford Cosworth FVC 1.9L I4 | 52    |
| 50 | S 3.0     | 61 | Daniel Rouveyran                 | Daniel Rouveyran Christian Mons Christian Ethuin    | Lola T280/82            | Ford Cosworth DFV 3.0L V8 | 38    |
| 51 | GT +5.0   | 29 | John Greenwood                   | John Greenwood Bob Johnson                          | Chevrolet Corvette      | Chevrolet 7.0L V8         | 37    |
| 52 | S 3.0     | 62 | Automobiles Ligier               | Guy Ligier Jacques Laffite                          | Ligier JS2              | Maserati 3.0L V6          | 24    |
| 53 | T 3.0     | 54 | Ford Motorwerke                  | Gerry Birrell Hans Heyer                            | Ford Capri RS           | Ford 3.0L V6              | 4     |
| 54 | S 2.0     | 2  | Blancpain Total Dinitrol         | Roger Dubois Christine Beckers Pierre Pagani        | Chevron B21/23          | Ford Cosworth FVC 1.8L I4 | 9     |
| 55 | T 5.0     | 58 | André Wicky Racing Team          | Walter Brun Cox Kocher Jean-Pierre Aeschlimann      | BMW 3.0CSL              | BMW 3.3L I6               | 1     |